# Caïman Douala
Caïman Douala (Le Caïman Akwa Club de Douala) ist ein kamerunischer Fußballverein aus der Stadt Douala.

## Geschichte
Der Verein wurde 1927 gegründet und ist damit einer der ältesten Fußballvereine aus Kamerun. Er wurde dreimal kamerunischer Meister und gewann einmal den Pokal.

## Erfolge
- Championat du Cameroun de football (3): 1962, 1968, 1975
- Coupe du Cameroun de football (1): 1959

- Cameroon Championnat Territorial: 7 (Before independence)[1]

1937, 1941, 1943, 1948, 1949, 1950, 1951, 1955
- Kamerunischer Pokalsieger: 4[2]

1941, 1942, 1943, 1959
| Wettbewerb                          | Runde         | Gegner                          | Hinspiel | Rückspiel           |
| ----------------------------------- | ------------- | ------------------------------- | -------- | ------------------- |
| African Cup of Champions Clubs 1969 | 1. Runde      | FC Saint-Éloi Lupopo Lubumbashi | 0:0 (H)  | 1:3 (A)             |
| African Cup of Champions Clubs 1976 | 1. Runde      | Express FC Kampala              | 0:1 (A)  | 1:0 (H), (pen: 3:4) |
| African Cup Winners’ Cup 1978       | 1. Runde      | FC 105 Libreville               | 2:0 (H)  | 1:3 (A)             |
|                                     | Viertelfinale | Horoya AC Conakry               | 1:4 (A)  | 3:3 (H)             |

|              | Spiele | Siege | Remis | Verl. | Tore |
| Gesamtbilanz | 8      | 2     | 2     | 4     | 9:14 |
| ------------ | ------ | ----- | ----- | ----- | ---- |

## Bedeutende Spieler
- Jacques Elong Elong
- Olivier Tankeh

## Frauenfußball
Die Frauenfußballabteilung Caïman filles de Douala stieg in der Saison 2009/2010 erstmals in die 2008 gegründete Championnat de Football Féminin Elite One auf. Im Frühjahr 2013 konnte man sich Augustine Ejangue Siliki, ehemalige Teilnehmerin der UEFA Women’s Champions League, sichern und gewann im dritten Jahr der Ligazugehörigkeit erstmals den Titel der Championnat de Football Féminin Elite One mit neun Punkten Vorsprung auf den Zweitplatzierten Lorema FC de Yaoundé. Zudem konnte man sich den Pokalsieg sichern und holte erstmals in der Vereinsgeschichte das Double. Derzeit stellt der Verein mit Ousmane Doudou, Augustine Ejangue Siliki sowie Geneviève Ngo Mbeleck und Alvine Ngonja Njolle vier aktuelle Spielerinnen der Kamerunischen Fußballnationalmannschaft der Frauen. Seine Heimspiele trägt der Verein im Stade Annexe N° 1 de Yaoundé aus.

### Bekannte Spielerinnen
- Ousmane Doudou
- Augustine Ejangue Siliki
- Geneviève Ngo Mbeleck
- Alvine Ngonja Njolle
- Julienne Toldo

## Stadion
Der Verein trägt seine Heimspiele im 30.000 Zuschauer fassenden Stade de la Réunification aus.